# اندیس مرمریت۳۲۸ ۳
مرمریت۳۲۸۳ یک اندیس مصالح ساختمانی است که در حوالی شهر اردکان استان فارس قرار دارد و مادهٔ معدنی موجود در آن، مرمریت است.سنگ میزبان این اندیس سنگ آهک است و دیرینگی آن به دوران ژوراسیک بالایی- کرتاسه می‌رسد.